# Iothocera tomentosa
Iothocera tomentosa är en skalbaggsart som först beskrevs av Jean Baptiste Lucien Buquet 1859.  Iothocera tomentosa ingår i släktet Iothocera och familjen långhorningar. Inga underarter finns listade i Catalogue of Life.